# Testa di fanciullo che guarda verso il basso
La Testa di fanciullo che guarda verso il basso è un disegno a carboncino e a pennello in seppia su carta di Andrea del Verrocchio, conservato presso il Gabinetto dei disegni e delle stampe della Galleria degli Uffizi a Firenze, in Italia.

## Storia e descrizione
Il disegno, realizzato a carboncino, con riprese a punta di  pennello in color seppia, è bucherellato per lo spolvero. Ha scritto Bernard Berenson su quest'opera: «Il modellato fa l'effetto di una maschera di metallo sbalzato, piuttosto che dar la sensazione di soda carne avvolgente ancor più solida ossatura. I riccioli che incorniciano il viso sono altamente decorativi ed hanno vita propria, come in Leonardo. La posa del capo e l'espressione del volto sono più che meri percorrimenti dell'incanto e della profondità di alcune teste del grande rilievo (la testa, per esempio, della Madonna nella Vergine delle Rocce).» Per Berenson, questo disegno è riferibile alla testa dell'angelo, nel Battesimo di Verrocchio che si conserva agli Uffizi.
Fu presentato alla esposizione della Royal Academy nel 1930.